# Вибори до Європейського парламенту в Польщі 2009
Вибори Європарламенту в Польщі в 2009 році проходили 7 червня. На виборах визначилися всі 50 депутатських місць Польщі в Європарламенті (раніше Польща була представлена в Європарламенті 54 депутатами).

## Результати
| Партія                                    | Голосів             | Місць | Δ    |
| ----------------------------------------- | ------------------- | ----- | ---- |
| Громадянська платформа                    | 3 271 852 (44,43 %) | 25    | ▲ 10 |
| Право і справедливість                    | 2 017 607 (27,4 %)  | 15    | ▲ 8  |
| Союз демократичних лівих сил — Унія праці | 908 765 (12,34 %)   | 7     | ▲ 2  |
| Польська селянська партія                 | 516 146 (7,01 %)    | 3     | ▼ 1  |